# Ehrenberg (Rhön)
Ehrenberg (Rhön) è un comune tedesco di 2 549 abitanti, situato nel land dell'Assia.